# Taphozous kapalgensis
Taphozous kapalgensis är en insektsätande småfladdermusart som beskrevs av John Leonard McKean & Gordon R. Friend år 1979. IUCN kategoriserar arten globalt som livskraftig.
Dess artnamn på engelska, Arnhem sheath-tailed bat, betyder "arnhemskidsvansfladdermus", och på tyska, Arnhemland-Grabfledermaus, betyder "arnhemlandsgravfladdermus".
Taphozous kapalgensis ingår i släktet gravfladdermöss (Taphozous) och familjen frisvansade fladdermöss (Emballonuridae). Inga underarter finns listade i Catalogue of Life.

## Utseende
Kännetecknande för arten är den ljusa orangebruna pälsen. Andra släktmedlemmar har däremot en mellanbrun, grå eller svart päls. Svansflyghuden bär bara några få hår nära djurets anus. Liksom andra gravfladdermöss, har Taphozous kapalgensis säckliknande körtlar vid axlarna. Hannar har dessutom väl utvecklade säckliknande körtlar vid strupen. Hos honor ligger denna körtel bakom en liten hudspringa. Vuxna individer är 75 till 85 mm långa (huvud och bål), har en 20 till 23 mm lång svans och en vikt på 26 till 30 g. Underarmarna är 57 till 63 mm långa, bakfötternas längd är cirka 8 mm och öronen är ungefär 17 mm stora. I andra morfologiska egenskaper liknar arten andra släktmedlemmar.

## Utbredning
Arten förekommer i norra Australien. Den vistas i fuktiga skogar, i mangrove och i landskap nära floder med varierande växtlighet. Individerna vilar antagligen i trädens håligheter eller bakom stora blad. Jakten sker över trädens kronor eller närmare marken i öppna områden. Typiska växter i regionen är Corymbia papuana, Corymbia clavigera, Pandanus spiralis och Eucalyptus tectifica.

## Ekologi
Denna fladdermus flyger snabb och den genomför ofta raska riktningsändringar. Lätet som används för ekolokaliseringen är 3 till 7 millisekunder lång och har en frekvens av 22,9 till 25,5k Hz.

## Hot
Möjliga faror för Taphozous kapalgensis är bränder och vattenbufflar som skadar regionens träd när de äter barken. Populationen antas vara stor. IUCN kategoriserar arten globalt som livskraftig.